# Vídeňský gloriet
Původní dřevěný Vídeňský gloriet, zvaný též  Vídeňský altán, původního názvu Wiener Sitz, do češtiny překládáno jako Vídeňské sedátko, byl altán postavený v roce 1840 vysoko nad pravým břehem řeky Teplé v jižní části města Karlovy Vary. Při výstavbě hotelu Imperial byl stržen a nahrazen betonovou novostavbou.

## Historie

### Wiener Sitz – Vídeňský gloriet
Jak popsal karlovarský kronikář a tehdejší starosta města Josef Johann Lenhart (1787–1861), altán byl postaven díky nadšení a iniciativě dvou mužů. Jedním byl Peter Edler von Muth, dvorní rada a policejní ředitel posádky města Prahy, druhým nadšencem pak Anton Vinzenz Watzka, civilní lázeňský inspektor a vrchní policejní komisař v Karlových Varech.
Peter Edler von Muth byl rodilý Vídeňák a v Praze sloužil teprve dva roky, když nastoupil služební pobyt v Karlových Varech. Přijel 23. května 1839 s manželkou, synem a dvěma dcerami. Ubytovali se v centru lázeňské části města na Staré louce v domě U Tří růží (čp. 371). Během svého pobytu se zde von Muth setkával s mnoha návštěvníky města i lázeňskými hosty z Vídně. Začal se na ně obracet s nápadem postavit na vysoké plošině nedaleko Helenina dvora altán, který by se nazýval Vídeňský a byl by realizován z finančních příspěvků Vídeňáků – návštěvníků města v roce 1839 – jako poděkování za znovunalezené zdraví a příjemné chvíle strávené v lázeňském městě.
Muthova výzva měla odezvu. Rozpočet na výstavbu altánu byl stanoven na 377 zlatých a 58 krejcarů a podařilo se vybrat dokonce 424 zlatých, což bylo o 46 zlatých a dva krejcary více. Tento přebytek byl odsouhlasen na pokrytí budoucích oprav a další zkrášlení stavby a jejího okolí. Částka byla uložena v „české spořitelně na vysoký úrok“. Dárců bylo mnoho a díky kronikáři jsou známa jména těch nejštědřejších, tj. pokud věnovali 10–15 zlatých. Takových bylo zaznamenáno devatenáct. S největším vkladem mezi nimi vynikali kníže Adolf Schwarzenberg (15 zlatých), baronka Katharina von Sina a baron Eckeles. Sám organizátor přispěl 10 zlatými.
Po odjezdu Petera von Muth se procesu výstavby ujal karlovarský policejní kolega Anton Vinzenz Watzka a 3. září 1839 se obrátil na karlovarský magistrát se žádostí o povolení stavby. Plán altánu vypracoval architekt Stomman a výstavbu schválil nejvyšší purkrabí hrabě Karel Chotek. Dřevěný gloriet pojmenovaný Wiener Sitz pak postavil karlovarský truhlářský mistr Georg Fülla na jaře 1840.
Karlovy Vary tím získaly novou vyhlídku nad pravým břehem řeky Teplé na vysokém skalním ostrohu kopce, který se tehdy jmenoval Tappenberg. Umožňovala návštěvníkům zcela nové výhledy na východní svahy karlovarského údolí, mj. i na obdivuhodnou státní silnici z Hůrek do Karlových Varů. Navíc altán stál nedaleko Helenina dvora, někdejší proslulé restaurace a oblíbeného výletního místa lázeňských hostů.
V souvislosti s výstavbou hotelu Imperial byl 2. června 1911 Vídeňský gloriet z roku 1840 stržen.

### Wiener Sitz – novodobý altán
V roce 1911 při stavbě hotelu Imperial byl o několik desítek metrů západně od umístění původního altánu Wiener Sitz postaven betonový altán na kamenné podezdívce.
Na přeměnu upozorňuje nápis v architrávu novodobého altánu, kde letopočet „1840“ se vztahuje ke vzniku původního glorietu a „1911“ připomíná jeho betonovou novostavbu.
1840 Wiener Sitz 1911

Po obou stranách citátu byly napsány ještě další dva nápisy. Z roku 1911 již těžko čitelné zlaté písmo na červenohnědém podkladu se podařilo rekonstruovat díky moderní technologii, digitálnímu nástroji Dstretch. Nápisy doplňují informace a sdělují jména dvou mecenášů, kteří se zasloužili o zachování této památky. Prvním byl Lord Westbury, jehož společnost provozovala v Karlových Varech obě lanovky k Imperiálu, Lanovou dráhu Imperiál a Lanovou dráhu Slovenská – Imperial. Druhým mužem pak byl karlovarský bankéř, podnikatel a městský poslanec Alfred Schwalb. Na nápisech je psáno:

Citát vlevo:
Errichtet von Lord Westbury durch
Bankier A. Schwalb in Karlsbad

český překlad: Zřízeno lordem Westburym prostřednictvím bankéře A. Schwalba z Karlových Varů ...
Citát vpravo:
... an Stelle des abgetrag. Wiener - Sitz -
Tempels, der 22 m weiter östlich stand.

český překlad: ... na místě strženého Vídeňského glorietu, který stál 22 m dále na východ.
Novodobý altán se stal součástí komplexu hotelu. Díky nápisům v architrávu není původní Wiener Sitz, Vídeňské sedátko, zapomenuto.
Na současných mapách je novoststavba označována jako altán Imperial.